# Ctenus satanas
Ctenus satanas är en spindelart som beskrevs av Embrik Strand 1909. 
Ctenus satanas ingår i släktet Ctenus och familjen Ctenidae. Artens utbredningsområde är Ecuador. Inga underarter finns listade i Catalogue of Life.